# Rectángulo RR
Rectángulo RR o llamado también rectángulo {\displaystyle {\sqrt {2}}\,}  tiene propiedades similares a las del rectángulo dorado y hasta tiene aplicaciones en la industria.

## Generación
Se da un cuadrado MNPQ de lado 1. Con centro en uno de sus vértices, sea para el caso M, y radio la distancia entre vértice y el opuesto ( en este caso MN ), se traza un arco que interseque la prolongación de MN en un punto que se denota con  R. La longitud de MR, por ser la diagonal de un cuadrado de lado unidad, es  {\displaystyle {\sqrt {2}}\,}, y por consiguiente el rectángulo construido es de dimensiones 1 y {\displaystyle {\sqrt {2}}\,}. De modo que la razón entre el largo y el ancho de un rectángulo RR debe ser de {\displaystyle {\sqrt {2}}\,} a 1.

## Propiedad
La propiedad básica de los rectángulos RR es que si se biseca el lado mayor (división por el punto medio), se obtiene otro  rectángulo RR, con la mitad del área superficial del rectángulo original, y este proceso (algoritmizable) se puede continuar. Los lados del nuevo rectángulo, después de la bisección, serán 1 y {\displaystyle {\sqrt {2}}\,} /2, cuyo cociente es nuevamente {\displaystyle {\sqrt {2}}\,}.
Este proceso se puede iterar innumerables ocasiones para conseguir nuevos rectángulos RR. De igual manera, se puede hacer duplicando el lado menor de un rectángulo RR: se halla otro rectángulo RR.

## Aplicación en diseño
Esta característica de los rectángulos RR se empleó en el diseño de las hojas que, actualmente, se usan en papelería, esto es, el mentado «formatoDIN». Las letras de este logotipo corresponden a las iniciales de Deutsches Institut für Normung (el Instituto Alemán de Normalización), que exhibió el formato en el año 1922, sobre la base de un trabajo realizado por el ingeniero teutón Walter Porstmann.

### Sucesión de tamaños
Los diversos tamaños arrancan de una subdivisión del tamaño mayor, con nombre A0, al cual,  1 m² le corresponde como su área superficial.
Cada una de los siguientes se numeran de modo creciente: A1, A2, A3, A4, A5,...Todos ellos con formato de rectángulo RR. La proporción se conserva, llanamente, bisecando el lado mayor del anterior. La simplicidad y flexibilidad del formato lo ha situado  en un patrón internacional, aceptado y empleado en la mayoría de las naciones. El formato A4, el más conocido, lo ha suplido al clásico diseño de tamaño oficio tan grato y usual en los documentos oficiales de antes.

## Parentesco geométrico
En la terminología de polígonos inscritos, el rectángulo RR es el que está dotado de lados: el radio de la circunferencia  y el lado del cuadrado inscrito en ella. La historia de la arquitectura consigna en diversos casos el empleo del rectángulo RR como planta de edificios.
Cuando, tomando como base a un rectángulo RR, se construye un ortoedro (prisma recto rectangular) con altura igual al lado mayor de la base, la diagonal de este prisma es {\displaystyle {\sqrt {5}}\,}.

## Citas y notas
1. ↑  "La proporción áurea" ISBN 978-84-473-6623-1
2. ↑  Dato numérico en el libro citado